# Diplotychus
Diplotychus là một chi nhện trong họ Thomisidae.